# Maromby
Maromby est une commune urbaine malgache située dans la partie centre-sud de la région d'Anosy.